# مؤسسة (غير ربحية)
مؤسسة (غير ربحية) هي فئة من المنظمات غير الربحية أو الجمعيات الخيرية التي تقدم عادةً التمويل والدعم للمنظمات الخيرية الأخرى من خلال المنح، ولكنها قد تشارك أيضًا بشكل مباشر في الأنشطة الخيرية. تشمل المؤسسات الخيرية المؤسسات الخيرية العامة، مثل المؤسسات المجتمعية، والمؤسسات الخاصة، والتي يتم منحها عادةً من قبل فرد أو عائلة. ومع ذلك، يمكن أيضًا استخدام مصطلح «مؤسسة» من قبل المنظمات غير المشاركة في تقديم المنح العامة.

## وصف
الكيانات القانونية الموجودة تحت مسمى «المؤسسات» لديها مجموعة مختلفة من الهياكل والأغراض. ومع ذلك، هناك بعض العناصر الهيكلية المشتركة.

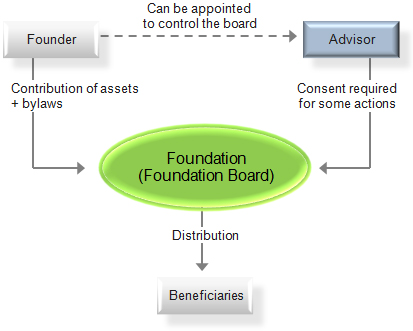
مخطط الأساس

- يتم اتباع المتطلبات القانونية للتأسيس
- الغرض من المؤسسة
- النشاط الاقتصادي
- احكام الإشراف والإدارة.
- أحكام المسائلة والتدقيق
- أحكام تعديل النظام الأساسي أو عقد التأسيس
- أحكام حل الكيان
- الوضع الضريبي للشركات والجهات المانحة الخاصة
- الوضع الضريبي للمؤسسة

ويجب أن يتم التعبير عن بعض ما سبق، في معظم الولايات القضائية، في وثيقة التأسيس. قد يتم توفير الآخرين من قبل السلطة المشرفة في كل ولاية قضائية معينة.[بحاجة لمصدر]

## أوروبا
لا يوجد تعريف قانوني مقبول بشكل عام في جميع أنحاء أوروبا للمؤسسة وكان هناك اقتراح بشأن نظام أساسي أوروبي، وهو شكل قانوني من شأنه أن ينشئ تعريفًا قانونيًا معترفًا به في جميع الدول الأعضاء في الاتحاد الأوروبي، ولكن تم سحب هذا الاقتراح في عام 2015 بعد فشله في المرور عبر كوريبر 1.

## أسس في القانون المدني
يستخدم مصطلح «مؤسسة» بشكل عام لوصف كيان قانوني متميز. المؤسسات باعتبارها هياكل قانونية (كيانات قانونية) أو أشخاصًا اعتباريين (شخصية اعتبارية) وقد يكون لها أشكال متنوعة وقد تتبع لوائح متنوعة اعتمادًا على الولاية القضائية التي تم إنشاؤها فيها. غالبًا ما يتم إنشاء المؤسسات لأغراض خيرية وإرث عائلي وأغراض جماعية.
وفي بعض الولايات القضائية، قد تكتسب المؤسسة شخصيتها القانونية عندما يتم تسجيلها في سجل عام، بينما في بلدان أخرى قد تكتسب المؤسسة الشخصية القانونية بمجرد عمل الإنشاء من خلال مستند مطلوب. على عكس الشركة، ليس للمؤسسات أي مساهمين، على الرغم من أنه قد يكون لها مجلس إدارة وجمعية وأعضاء مصوتون. يجوز للمؤسسة الاحتفاظ بأصول باسمها الخاص للأغراض المنصوص عليها في وثائقها التأسيسية، ويتم تنفيذ إدارتها وتشغيلها وفقًا لنظامها الأساسي أو نظامها الأساسي بدلاً من المبادئ الائتمانية. المؤسسة لها إرث متميز مستقل عن مؤسسها.

### فنلندا
في فنلندا يتم تنظيم المؤسسات بواسطة مكتب براءات الاختراع والتسجيل الفنلندي ولها الخصائص الأربع التالية:
- تم إنشاؤها لإدارة الممتلكات المتبرع بها لغرض معين.
- يتم تحديد هذا الغرض عند إنشاء الأساسيات.
- المؤسسات ليس لها مالكون ولا مساهمون فيها ولا أعضاء.
- يضمن مجلس الأمناء أن المؤسسة تعمل بشكل مناسب، وهو مسؤول عن ضمان أن تكون استثمارات المؤسسة آمنة ومربحة.

وتعتبر المؤسسات شخصيات اعتبارية في فنلندا. قام قانون المؤسسات في عام 2015 بتحديث القوانين المتعلقة بالمؤسسات بشكل كبير.

### فرنسا
لا توجد مؤسسات كثيرة مقارنة ببقية أوروبا. من الناحية العملية وتتطلب الإدارة العامة ما لا يقل عن مليون يورو ضرورية. ممثلو الدول لديهم مقعد إلزامي في المجلس.

### ألمانيا
تسمح اللوائح الألمانية بإنشاء أي مؤسسة للأغراض العامة أو الخاصة بما يتماشى مع مفهوم («مؤسسة الأغراض العامة المتوافقة مع الصالح العام»). لا ينبغي أن يكون للمؤسسة أنشطة تجارية كهدف رئيسي لها، ولكن يُسمح بها إذا كانت تخدم الغرض الرئيسي للمؤسسة. ولا يوجد حد أدنى لرأس المال المبدئي، على الرغم من أن ما لا يقل عن 50000 يورو يعتبر ضروريًا في الواقع.
ويمكن أن تكون المؤسسة الألمانية خيرية أو تخدم مصلحة خاصة. تتمتع المؤسسات الخيرية بإعفاءات ضريبية. إذا شاركوا في أنشطة تجارية، فإن الجزء النشط تجاريًا فقط من الكيان يخضع للضريبة. تخضع المؤسسة العائلية التي تخدم المصالح الخاصة للضريبة مثل أي كيان قانوني آخر. لا يوجد سجل مركزي للمؤسسات الألمانية.
وتخضع المؤسسات الخيرية فقط لإشراف سلطات الدولة. لا يتم الإشراف على المؤسسات العائلية بعد التأسيس. يمكن حل جميع أشكال المؤسسات، ومع ذلك إذا كانت تسعى إلى تحقيق أهداف معادية للدستور. سيتم الإشراف على المؤسسات من قبل السلطات المحلية داخل كل ولاية لأن لكل ولاية سلطة تشريعية حصرية على القوانين التي تحكم المؤسسات.
وعلى عكس العديد من البلدان الأخرى يسمح القانون الألماني للمؤسسة الخيرية المحمية من الضرائب بتوزيع ما يصل إلى ثلث أرباحها على المؤسس وأقاربه وإذا كانوا في حاجة، أو للحفاظ على قبر المؤسس. تخضع هذه المزايا للضرائب.
واعتبارا من 2008 هنالك 15000 مؤسسة في ألمانية وتقريبا 85% مؤسسات خيرية على مدى 500 عام ويعود اقدمها إلى عام 1509وهنالك أيضا شركات مملوكا للمؤسسات الخيرية والمؤسسات هي الي الداعم الرئيسي للمنح الدراسية

### إيطاليا
في إيطاليا، المؤسسة هي منظمة خاصة غير ربحية ومستقلة، يجب أن تكون أصولها مخصصة لغرض حدده المؤسس. لا يمكن للمؤسس الحصول على أي فوائد من المؤسسة أو قام بإعادة الأصول الأولية. وتندرج المؤسسات الخاصة أو مؤسسات القانون المدني تحت القسم الخاص بالكيانات غير التجارية من الكتاب الأول (ليبرو برايمو) من القانون المدني من عام 1942.و تنص المادة 16 CC على أن النظام الأساسي للمؤسسة يجب أن يحتوي على اسمها، والغرض منها، وأصولها، ومحل إقامتها، والأجهزة واللوائح الإدارية، وكيفية توزيع المنح. يجب على المؤسس كتابة إعلان النية بما في ذلك الغرض والأصول الوقفية لهذا الغرض. يمكن أن يكون هذا المستند في شكل صك أو وصية موثقة. للحصول على الشخصية القانونية، يجب على المؤسسة التسجيل في السجل القانوني لكل سلطة محلية أو في بعض الحالات السلطة الإقليمية. هناك العديد من الفروق الدقيقة في المتطلبات وفقًا لغرض كل مؤسسة ومجال نشاطها.

### هولندا
انظر المؤسسة الخاصة في هولندا.

### النرويج
انظر المؤسسات في النرويج.
يتم تنظيم المؤسسة الخيرية في البرتغال بموجب القانون 150/2015،  باستثناء المؤسسات الدينية التي ينظمها قانون الحرية الدينية. قد تكون المؤسسات خاصة أو عامة بالكامل (تم إنشاؤها وإدارتها بشكل حصري من قبل هيئات عامة)، أو عامة ولكن بإدارة خاصة (أنشأتها كيانات عامة واختيارياً كيانات خاصة، ولكن إدارتها تهيمن عليها كيانات خاصة). لا يجوز تشغيل المؤسسات إلا بعد اعتراف رئيس وزراء البرتغال بها.
ويجب أن تحدد المؤسسات وتسعى إلى تحقيق هدف واحد على الأقل من بين خمسة وعشرين هدفًا للمنفعة العامة يحددها القانون. يجب أن يكون لديهم أيضًا ما يكفي من الأصول لتحقيق هذه الأهداف. لا يجوز أن يفيد المؤسسون أو أي مجموعة محظورة أخرى، ولكن الجمهور العام.
ويمكن للمؤسسات البرتغالية أن تربط نفسها طواعية عبر مركز المؤسسة البرتغالية (CPF - C)، الذي تم تأسيسه في عام 1993 من قبل المهندس. مؤسسة أنطونيو دي ألميدا ومؤسسة كالوست غولبنكيان ومؤسسة أورينتي.
المؤسسات في إسبانيا هي منظمات تأسست بغرض عدم السعي لتحقيق الربح وخدمة الاحتياجات العامة للجمهور. قد يتم تأسيس هذه المؤسسة من قبل الأفراد أو الجمهور. وتتمتع هذه المؤسسات بشخصية قانونية مستقلة منفصلة عن مؤسسيها. تخدم المؤسسات الاحتياجات العامة للجمهور بإرث يمول الخدمات العامة ولا يجوز توزيعه لصالح المؤسسين.

### السويد
المؤسسة في السويد هي كيان قانوني بدون مالك. ويتم تشكيلها من خلال خطاب تبرع من مؤسس يتبرع بأموال أو أصول ليتم إدارتها لغرض معين. عندما يكون الغرض هو المنفعة العامة، قد تتمتع المؤسسة بمعاملة ضريبية مواتية. قد يكون للمؤسسة أغراض متنوعة، بما في ذلك على سبيل المثال لا الحصر المنفعة العامة أو الأغراض الإنسانية أو الثقافية أو الدينية أو الجماعية أو المألوفة أو الإدارة السلبية البسيطة للأموال عادة، يتم الإشراف على المؤسسة من قبل حكومة المقاطعة حيث يقع مقر المؤسسة، ومع ذلك، يجب تسجيل المؤسسات الكبيرة من قبل مجلس إدارة المقاطعة (CAB)، والذي يجب أن يشرف أيضًا على إدارة المؤسسة. الصكوك القانونية الرئيسية التي تحكم المؤسسات في السويد هي قانون التأسيس (1994: 1220) ولائحة المؤسسات (1995: 1280).

### سويسرا
يجب تسجيل المؤسسة في سجل الشركة.

## أسس في القانون العام

### كندا
بموجب القانون الكندي، قد تكون المؤسسات عامة أو خاصة، لكن كلاهما جمعيتان خيريتان.  يشكلون مجتمع قاعدي لأصول كبيرة للأعمال الخيرية.

### أيرلندا
لا ينص القانون على أي شكل معين للمؤسسة في أيرلندا. الأكثر شيوعًا، أن المؤسسات هي شركات مقيدة بالضمان أو الصناديق الائتمانية.و يمكن للمؤسسة الحصول على رقم تسجيل المؤسسة الخيرية من مفوضي الإيرادات للحصول على إعفاء ضريبي بقدر ما يمكن اعتباره بموجب قانون المؤسسات الخيرية، ومع ذلك، لا توجد حالة خيرية في أيرلندا. التعريف المطبق عادة هو ذلك من حالة بيمسيل للفقه الإنجليزي (1891) وقانون ضريبة الدخل الأيرلندي لعام 1967. ليس للصناديق شخصية قانونية وتكتسب الشركات وضعها القانوني من خلال قانون الشركة ومستندات التأسيس المطلوبة. المؤسسات غير مطلوبة للتسجيل لدى أي سلطة عامة.

### المملكة المتحدة
في المملكة المتحدة، تُستخدم كلمة «مؤسسة» أحيانًا في عنوان مؤسسة خيرية، كما هو الحال في مؤسسة القلب البريطانية ومؤسسة (فير تريد).وعلى الرغم من ذلك فلا يستخدم المصطلح بشكل عام في القانون الإنجليزي، و (على عكس أنظمة القانون المدني) ليس للمصطلح معنى محدد. بدلاً من ذلك، يتم استخدام مفهوم وقف خيري (على سبيل المثال، ولكم الاستئمانية).
وتنظر ولايات جيرسي في إدخال أسس القانون المدني في قانونها. تم تقديم ورقة استشارية تقدم مناقشة عامة حول الأسس إلى حكومة جيرسي فيما يتعلق بهذا الاحتمال. تم تبنيه من قبل ولايات جيرسي في 22 أكتوبر 2008 - قانون المؤسسات (جيرسي) رقم 200- 

### الولايات المتحدة الأمريكية
في الولايات المتحدة، تعتبر العديد من المنظمات الخيرية والخيرية (مثل مؤسسة بيل وميليندا جيتس) من المؤسسات. ومع ذلك ويميز قانون الإيرادات الداخلية بين المؤسسات الخاصة (التي يمولها عادة فرد أو عائلة أو شركة) والجمعيات الخيرية العامة (مؤسسات مجتمعية أو مجموعات غير ربحية أخرى تجمع الأموال من عامة الناس). في حين أنها توفر للمانحين مزيدًا من التحكم في تبرعاتهم الخيرية، فإن المؤسسات الخاصة لديها قيود أكثر ومزايا ضريبية أقل من المؤسسات الخيرية العامة.

## الشبكات الدولية
على المستوى الدولي، توجد سلسلة من شبكات وجمعيات المؤسسات ومن بينها مجلس المؤسسات،  EFC (مركز التأسيس الأوروبي)،  WINGS (المبادرات العالمية لدعم المانحين). هذه المنظمة لها دور أيضًا في دعم البحث عن المؤسسات.

## مزيد من الاستماع
- جوان رويلوفس، اليد الخفية لرأسمالية الشركات ، المسجلة في كلية هامبشاير، 18 أبريل 2007 [15]

## روابط خارجية
- النقاط البارزة المقارنة لقوانين التأسيس: بيئة التشغيل للمؤسسات في أوروبا
- مؤسسات في أوروبا
- النظام الأساسي للمؤسسة الأوروبية
- حان الوقت لوضع نظام أساسي للمؤسسة الأوروبية (2011)